# Teddington Lock Footbridges
Le Teddington Lock Footbridges sono due passerelle sul fiume Tamigi in Inghilterra, situate appena a monte di Teddington Lock a Teddington. C'è una piccola isola tra i due ponti.

## Storia
Le due passerelle furono costruite tra il 1887 e il 1889, finanziate da donazioni di residenti e imprese locali. Sostituirono un traghetto che ha dato il nome a Ferry Road a Teddington. Il ponte meridionale è costituito da un ponte sospeso che attraversa lo sbarramento e collega l'isola a Teddington. Quello settentrionale è un ponte di travi di ferro che attraversa la chiusa e collega l'isola a Ham sulla sponda del Surrey.
Negli ultimi anni sono state aggiunte rampe di legno all'accesso al ponte sul lato Ham e alla parte centrale dell'isolotto in modo che biciclette, passeggini ecc. possano evitare i gradini di salita e discesa da quella sezione del ponte.
Da questo punto a valle corre il Thames Path su entrambi i lati del fiume e a monte corre solo sul lato del Surrey.
Le passerelle sono entrambe classificate di II grado.